# Francisco Miralles Arnau
Francisco Miralles Arnau (Valencia, 2 de agosto de 1871 - París, 9 de mayo de 1932) fue un bailarín, coreógrafo y maestro de danza española y danza clásica. Su sólida formación le permitió desarrollar una exitosa carrera internacional en la que destacó interpretando el Bolero. El 29 de julio de 2022 el Consell de la Generalitat Valenciana aprobó la declaración del día de su nacimiento, el 2 de agosto, como el Día de la Dansa Tradicional Valenciana en honor del artista de trayectoria internacional.

## Biografía

### Infancia
Francisco Miralles nació el 2 de agosto de 1871 en el seno de una familia humilde y desde muy pequeño demostró afición al baile. Se formó inicialmente con el maestro Ramón Porta Ricart en el ámbito de la danza tradicional valenciana, para seguir estudiando más adelante con el maestro José Martí y, por último, con Vicente Moreno, que era maestro de baile de la ópera del Teatro Principal de Valencia.

### Carrera
Tras su debut en los escenarios valencianos, viajó a Andalucía y se estableció en Málaga. En esta ciudad bailaba en el Café de España  junto a la bailarina Cándida Espinosa Conde, con la que se casó en el año 1897. De allí marchó a Barcelona, ciudad en la que fue descubierto por unos agentes franceses cuando trabajaba en el Teatro Granvía. Salió de España en el año 1898 con contrato para París, y, tras este inicio de su carrera internacional, ya no regresaría a su ciudad natal más que de visita o a causa de la Gran Guerra.
Desarrolló su carrera artística en Europa, principalmente en Rusia, donde se le conocía como El bailarín de los zares, y en Francia, América y África. Fue maestro de numerosos artistas de la Ópera de París junto a los cuales también actuó en muchas ocasiones.  Igualmente, la famosa escritora Anaïs Nin estudió danza española en París con Francisco Miralles durante los años 1927 a 1930, tal como la propia Anaïs dejó constancia en sus Diarios. Por supuesto, enseñó a grandes bailarines españoles a los que transmitió más de doscientas cincuenta coreografías cuyo nombre recogió en su cuaderno de bailes, entre los que se encontraban numerosos bailes valencianos. De todos ellos, sus alumnas más brillantes fueron sin duda la gran artista Mariemma, que recordó siempre al Maestro con admiración y agradecimiento, y Manuela del Río.

## Discografía
Francisco Miralles fue también concertista de castañuelas y grabó diversos discos con el sello Aerophone, en los que él mismo interpretaba sus propias composiciones.